# Captain Novolin
Captain Novolin és un videojoc de Super Nintendo protagonitzat pel súper heroi epònim que té diabetis. El joc està patrocinat per Novo Nordisk, fabricants de la insulina Novolin™.
Captain Novolin és l'únic que pot parar a l'alienígena Blubberman i rescatar a l'alcalde. Munta en motora i necessita evitar als alienígenes invasors que s'han convertit en menjar fem menjant menjar saludable per a mantenir els seus nivells de glucosa en sang dintre d'una zona segura. Els jugadors guanyen punts contestant correctament a preguntes bé escollides sobre la diabetis (les respostes correctes es donen al principi dels nivells).
Es considera com un dels pitjors videojocs de la història. Novolin no té cap mitjà evident d'atac (excepte aixafar als enemics), i el jugador trobarà dificultat a evitar a molts dels enemics. En alguns casos, és impossible evitar enemics sense ser danyat.